# Велдон-Спрінг-Гайтс (Міссурі)
Велдон-Спрінг-Гайтс (англ. Weldon Spring Heights) — селище (англ. village) в США, в окрузі Сент-Чарлз штату Міссурі. Населення — 93 особи (2020).

## Географія
Велдон-Спрінг-Гайтс розташований за координатами 38°42′18″ пн. ш. 90°41′8″ зх. д. / 38.70500° пн. ш. 90.68556° зх. д. (38.704890, -90.685468).  За даними Бюро перепису населення США в 2010 році селище мало площу 0,23 км², уся площа — суходіл.

## Демографія
Згідно з переписом 2010 року, у місті мешкала 91 особа в 35 домогосподарствах у складі 33 родин. Густота населення становила 391 особа/км².  Було 36 помешкань (155/км²).
Расовий склад населення:
| - 89,0 % — білих - 9,9 % — осіб інших рас |

До двох чи більше рас належало 1,1 %. Частка іспаномовних становила 9,9 % від усіх жителів.
За віковим діапазоном населення розподілялося таким чином: 15,4 % — особи молодші 18 років, 51,6 % — особи у віці 18—64 років, 33,0 % — особи у віці 65 років та старші. Медіана віку мешканця становила 55,5 року. На 100 осіб жіночої статі у місті припадало 122,0 чоловіків;  на 100 жінок у віці від 18 років та старших — 113,9 чоловіків також старших 18 років.
Середній дохід на одне домашнє господарство  становив 100 143 долари США (медіана — 100 313), а середній дохід на одну сім'ю — 102 215 доларів (медіана — 100 313). 
Цивільне працевлаштоване населення становило 37 осіб. Основні галузі зайнятості: науковці, спеціалісти, менеджери — 21,6 %, освіта, охорона здоров'я та соціальна допомога — 18,9 %, будівництво — 18,9 %.